# Callichromopsis telephoroides
Callichromopsis telephoroides là một loài bọ cánh cứng trong họ Cerambycidae.